# 손환 (숙무)
손환(孫桓, 197년 ~ ?)은 중국 삼국 시대 오나라의 무장으로, 자는 숙무(叔武), 손하(孫河)의 아들, 《오서》에 따르면 3남이다.

## 행적
《삼국지》 종실전에 자전이 있으며, 주석으로 인용된 《오서》의 기록도 남아 있다.
거동과 용모가 단정하였고, 총명하고 박학강기하며 논의와 응대에 능했다. 손권(孫權)에게 “종실 중의 안연”이란 칭찬을 받았고, 무위도위로 발탁되었다. 화용에서 관우(關羽) 토벌에 종군하여 관우의 잔당 5천 명과 많은 우마와 기계를 얻었다.
25세에 안동중랑장으로 배령되어, 육손(陸遜)과 함께 유비(劉備)의 침공을 막았다. 비록 유비의 군대가 산골짜기에 가득했지만, 손환은 분전하여 육손과 함께 힘을 다하여 마침내 유비를 패주케 했다(이릉 전투). 또 성으로 통하는 길을 끊고, 지름길과 요소를 끊어 놓았다. 유비는 산을 넘고 험로를 넘어 겨우 탈출할 수 있었으며, 탄식하여 말했다.
“내가 경성에 이르렀을 때는, 손환은 오히려 어린 아이였는데, 지금은 나를 추격하여 여기까지 이르렀구나!”
손환은 이 공적으로 건무장군에 배령되었고, 단도후에 봉해졌으며, 우저독으로 횡강오를 수축하다가 마침 죽었다.

## 친척 관계
- 손하 (아버지)
  - 손조 (형)
  - 손의 (형)
  - 손환
  - 손준 (아우)
    - 손건 (조카, 손준의 아들)
    - 손신 (조카, 손준의 아들)
      - 손승 (종손, 손진의 아들)

## 같이 보기
- 삼국지 인물 목록